# Cyrtanthus odorus
Cyrtanthus odorus és una espècie de planta bulbosa de reproducció afavorida després d'un incendi.

## Distribució
Àfrica del Sud a Natal prop de Pietermaritzburg

## Descripció
bulb ovoide, marró de 2'5 a 4 cm de diàmetre; fulles linears tan llargues com el peduncle. Flors de 10 a 25 cm en umbel·la